# الدمن (الحديدة)

تعديل مصدري - تعديل

الدمن هي إحدى قرى مديرية باجل، التابعة لمحافظة الحديدة اليمنية، بلغ تعداد سكانها 5744 نسمة حسب الإحصاء الذي جرى عام 2004.